# Waco (Karolina Północna)
Waco – miasto w Stanach Zjednoczonych, w stanie Karolina Północna, w hrabstwie Cleveland.